# Atifete Jahjaga

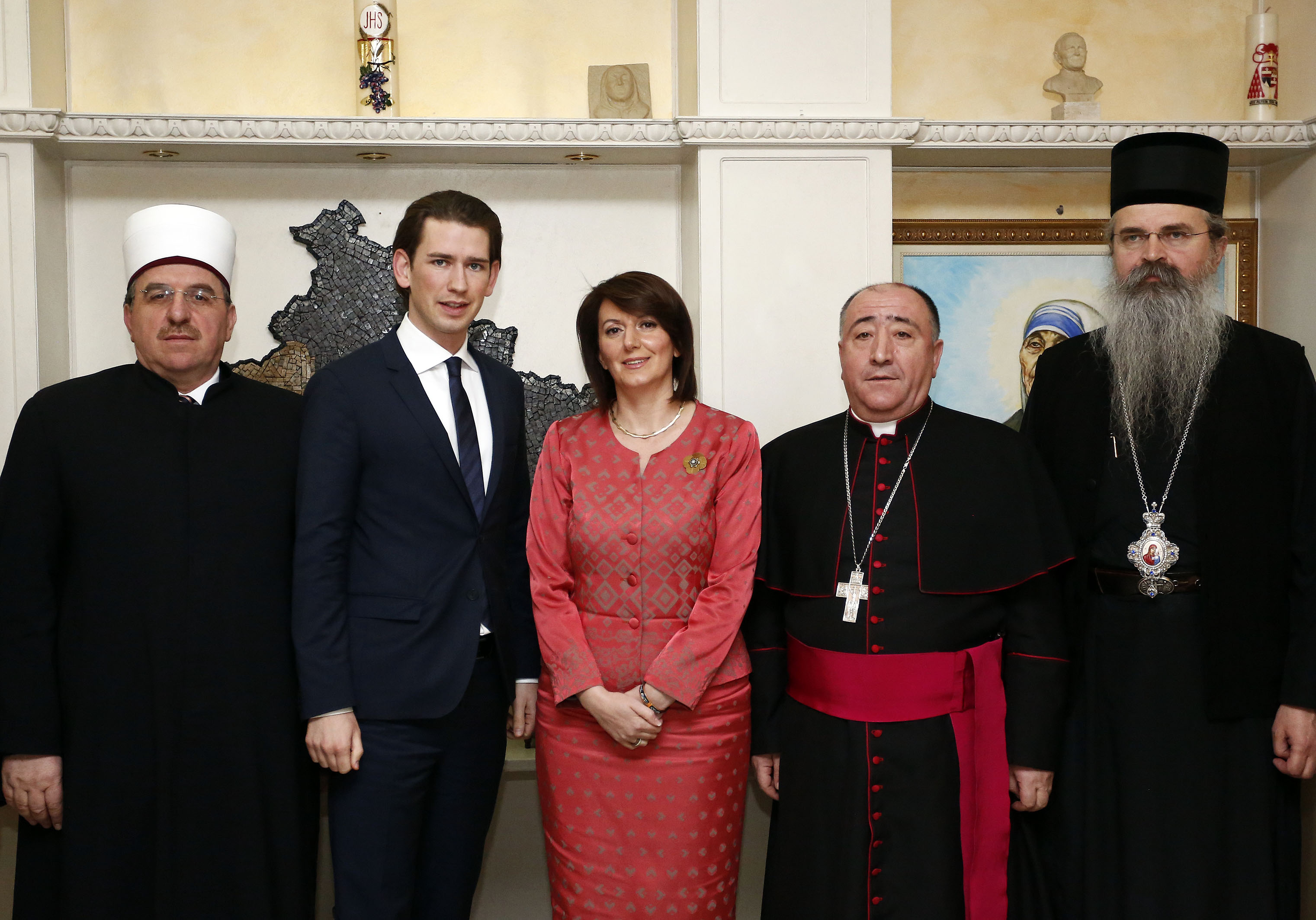
Atifete Jahjaga z austriackim ministrem spraw zagranicznych Sebastianem Kurzem i przywódcami wspólnot religijnych w Kosowie

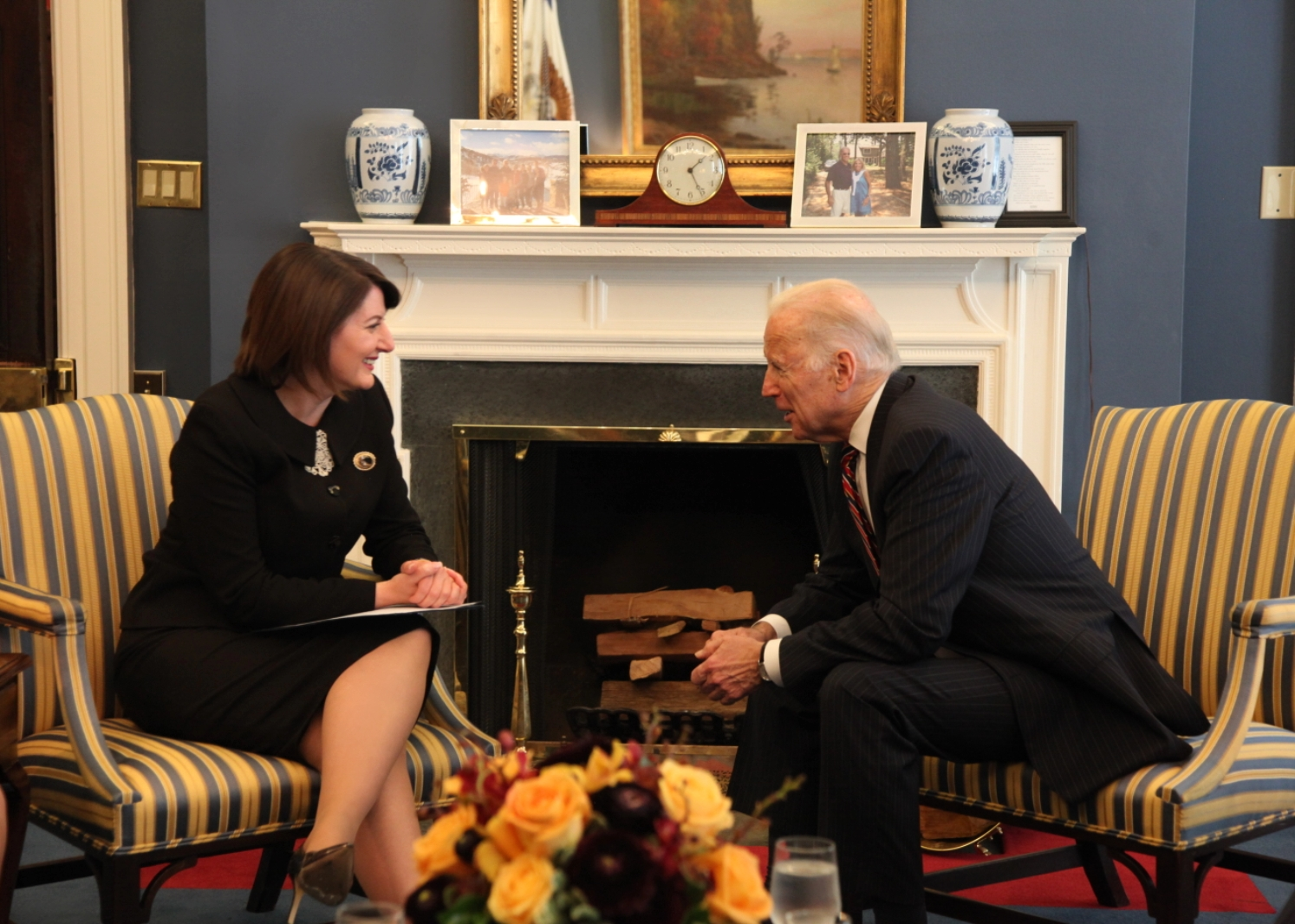
Spotkanie Atifete Jahjagi z Joe Bidenem, 2020

Atifete Jahjaga (wym. [ätɪf’e:tɛ jähj'ɑ:gä]; ur. 20 kwietnia 1975 we wsi Rashkoc k. Djakowicy) – kosowska polityk i policjantka, prezydent Kosowa od 7 kwietnia 2011 do 7 kwietnia 2016 roku.

## Życiorys
Córka Brahima Bajrama Agi, pochodzącego z okolic Bajram Curri. Uczyła się w szkole we wsi Cermjan, z której wkrótce potem jej rodzina wyjechała. Ukończyła studia na Wydziale Prawnym Uniwersytetu w Prisztinie, a następnie specjalizację na Uniwersytecie w Manchesterze (prawo karne i zarządzanie policją). Odbyła szkolenia w Akademii FBI i w George C. Marshall European Center for Security Studies.
Pracowała początkowo jako tłumaczka, a następnie w policji granicznej. W policji przeszła kolejne szczeble kariery, aż do funkcji wicedyrektora Policji Kosowa w stopniu generała majora. Po dymisji Behara Selimiego ze stanowiska dyrektora policji kosowskiej przez krótki czas kierowała strukturami policyjnymi, do wyboru Reshata Maliqiego na wakujące stanowisko.
Po tym, jak 28 marca 2011 roku Sąd Konstytucyjny Kosowa uznał wybór Behgjeta Pacolliego na urząd prezydenta za niekonstytucyjny i rezygnacji Pacolliego z kandydowania po raz kolejny, w dniu 6 kwietnia Jahjaga została wybrana wspólną kandydatką na urząd prezydenta Kosowa przez przedstawicieli Demokratycznej Partii Kosowa, Demokratycznej Ligi Kosowa i Sojuszu Nowego Kosowa. Porozumienie stało się możliwe dzięki interwencji ambasadora USA w Kosowie Christophera Della, który jako pierwszy zaproponował kandydaturę Jahjagi.
7 kwietnia została oficjalnie wybrana przez Zgromadzenie Kosowa na urząd prezydenta. Za jej kandydaturą głosowało 80 spośród 100 deputowanych obecnych na sali. Jej kontrkandydatka – Suzana Novobërdaliu uzyskała 10 głosów. W tym samym dniu Jahjaga złożyła przysięgę i objęła urząd. Głosowanie w parlamencie zbojkotowali deputowani partii Samookreślenie, uznając je za początek końca republiki. Wybór Jahjagi był efektem porozumienia największych sił politycznych. Porozumienie, zawarte w kwietniu 2011 zakładało wybór Jahjagi jako rozwiązanie doraźne i tymczasowe. Po przeprowadzeniu zmian w konstytucji Kosowa miały odbyć się nowe wybory prezydenckie. W lipcu 2012 Sąd Konstytucyjny Kosowa uznał, że mandat Jahjagi obejmuje pięć lat od złożenia przysięgi prezydenckiej. Sama zainteresowana oświadczyła, że nie zamierza podawać się do dymisji, gdyż jej rezygnacja może wywołać kolejny kryzys polityczny.
27 maja 2011 odwiedziła Polskę, jako uczestnik XVII Szczytu Środkowoeuropejskiego, odbywającego się w Warszawie. W marcu 2018 założyła fundację, noszącą jej imię, która działa na rzecz rozwoju społecznego Kosowa i wspiera osoby społecznie wykluczone.
Atifete Jahjaga jest zamężna (mąż Astrit Kuçi jest dentystą) i bezdzietna.

## Odznaczenia i wyróżnienia
W 2013 została uhonorowana doktoratem honoris causa Durham University, doktoratem honorowym wyróżnił ją także uniwersytet w Leicester. W maju 2014 Atifete Jahjaga została odznaczona Orderem Franciszka I 1 kl.